# Melanerpes candidus
El Carpintero blanco, Melanerpes candidus, es una especie de la Familia Picidae que es endémica de Sudamérica. Se distribuye en los pastizales preferiblemente con palmares de Surinam, Brasil, Bolivia, Perú, Paraguay, Uruguay y Argentina.

## Hábitat
En Uruguay se pueden encontrar avistamientos en distintos departamentos como Montevideo, Maldonado, San José, Salto.

## Descripción
Su plumaje es blanco en las partes inferiores del cuerpo. Negro en la parte superior: espalda, alas, cola. Presenta manchas amarillas perioculares (alrededor del ojo), en la nuca y en el vientre. La hembra se diferencia del macho porque no tiene la mancha amarilla de la nuca.
Tiene unos 24 a 28 cm de longitud total. Se mueve en grupos, vuela en áreas abiertas, más bien alto. Caza en el aire y es frugívoro. Se alimenta de frutos, semillas, insectos, miel. También abre los panales de avispas o abejas para alimentarse de las larvas, lo cual suele ser beneficioso para los productores de cítricos, ya que ese tipo de insectos causan daños en los cultivos al cortar las flores, impidiendo la formación del fruto.

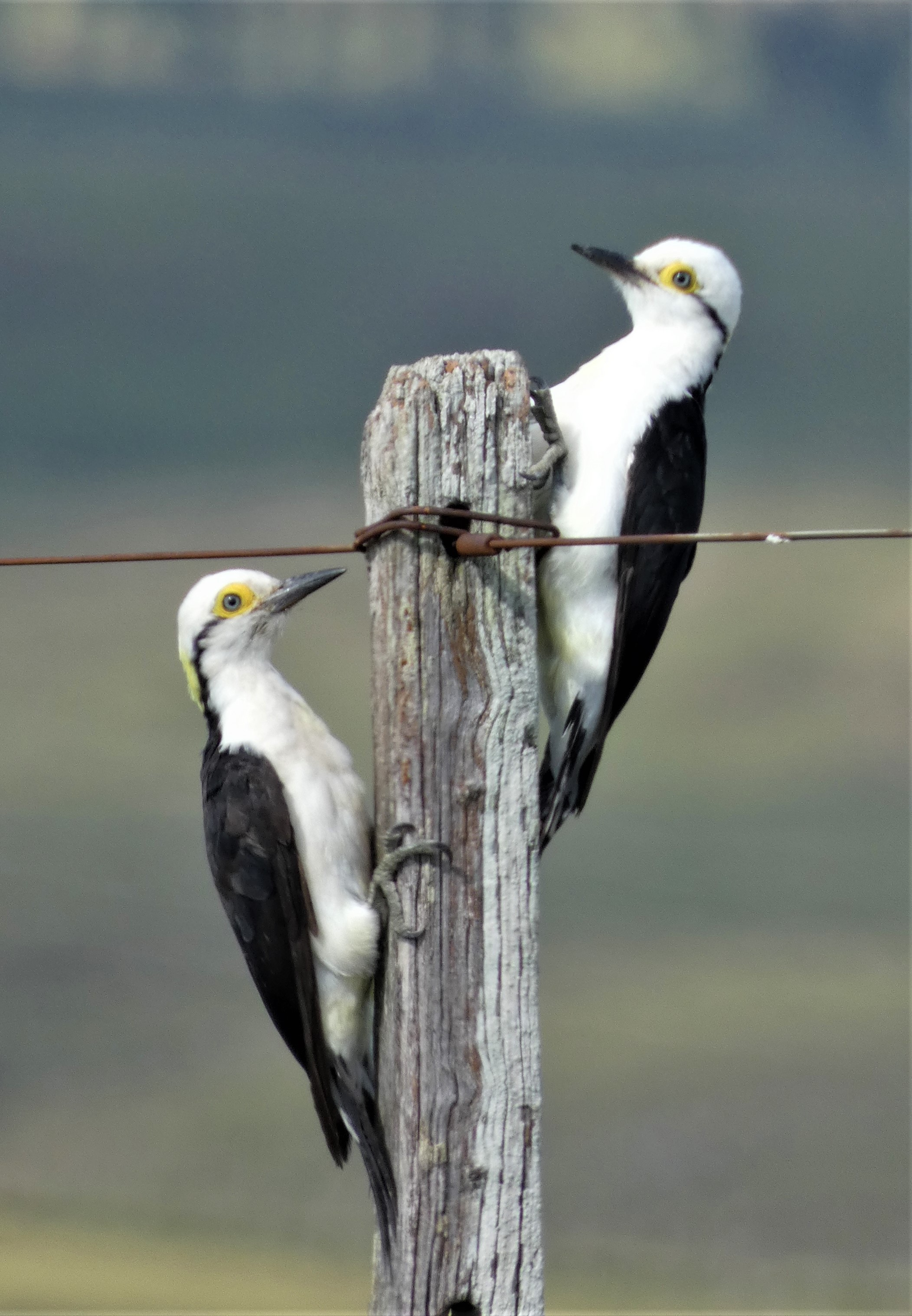
Imagen de dos ejemplares de Carpintero Blanco. Museo Nacional de Historia Natural de Uruguay

Tiene un canto muy particular.

## Reproducción
Suelen excavar en troncos formando cavidades para anidar en ellas, también se les ha apreciado utilizar cavidades naturales de rocas. Pueden poner de tres a cuatro huevos y sus pichones dejan el nido a los 35 días de su nacimiento aproximadamente.